# Episodi di Carnivàle (prima stagione)
La prima stagione della serie televisiva Carnivàle è stata trasmessa in prima visione negli Stati Uniti da HBO dal 14 settembre al 30 novembre 2003.
In Italia è stata trasmessa in prima visione su Sky da Jimmy dal 20 febbraio all'8 maggio 2005.
| nº | Titolo originale         | Titolo italiano                         | Prima TV USA      | Prima TV Italia  |
| -- | ------------------------ | --------------------------------------- | ----------------- | ---------------- |
| 1  | Milfay                   | Il dono                                 | 14 settembre 2003 | 20 febbraio 2005 |
| 2  | After the Ball Is Over   | Ombre dal passato                       | 21 settembre 2003 | 27 febbraio 2005 |
| 3  | Tipton                   | L'uomo dei miracoli                     | 28 settembre 2003 | 6 marzo 2005     |
| 4  | Black Blizzard           | Tempesta                                | 5 ottobre 2003    | 13 marzo 2005    |
| 5  | Babylon                  | Babilonia                               | 12 ottobre 2003   | 20 marzo 2005    |
| 6  | Pick a Number            | La giustizia del circo                  | 19 ottobre 2003   | 27 marzo 2005    |
| 7  | The River                | La fede e il coraggio                   | 26 ottobre 2003   | 2 aprile 2005    |
| 8  | Lonnigan, Texas          | Fallimenti                              | 2 novembre 2003   | 10 aprile 2005   |
| 9  | Insomnia                 | Tra il sonno e la veglia                | 9 novembre 2003   | 17 aprile 2005   |
| 10 | Hot and Bothered         | Il ritorno di Padre Justin              | 16 novembre 2003  | 24 aprile 2005   |
| 11 | Day of the Dead          | Le sofferenze dell'amore                | 23 novembre 2003  | 1º maggio 2005   |
| 12 | The Day That Was the Day | Il mistero del bene il mistero del male | 30 novembre 2003  | 8 maggio 2005    |